# Mordellistena nessebaricus
Mordellistena nessebaricus is een keversoort uit de familie spartelkevers (Mordellidae). De wetenschappelijke naam van de soort is voor het eerst geldig gepubliceerd in 1980 door Batten.